# Керн, Герман Армин фон
Герман Армин фон Керн (Hermann Armin von Kern) (14 марта 1838 года — 18 января 1912 года) — придворный художник при дворе Франца Йозефа I в Вене, и один из самых популярных австрийских жанровых художников своего времени.
Сын известного доктора медицины Бенджамина фон Керна из Липтовара (Liptóújvár), Венгрия, (ныне Липтовски-Градок, Словакия), который ещё в юности признал его исключительный талант и способствовал его карьере, начал своё художественное образование в возрасте 16 лет в Левоча, беря уроки у Тео Бёма. Отправившись в Прагу в 1854 году, он сначала учится у Дж. Б. Клеменса, а затем продолжает учёбу в венскую Академия изобразительных искусств.
В 1867 году он продолжает своё образование в Дюссельдорфе, а затем, три года спустя, учится у Карла фон Пилоти в Мюнхенской академии изобразительных искусств, где знакомится с Францем фон Дефреггером, с которым они становятся близкими друзьями.
Работая сначала в Будапеште как портретный и жанровый художник, позднее Германн фон Керн переезжает в Париж, а спустя ещё несколько лет, в 1877 году, в Вену, где и живёт вплоть до своей смерти в 1912 году в Австрии, в Мария-Энцерсдорф, (дом сохранился) вместе со своей большой семьёй (жена Паулина и 10 детей, многие из которых становятся впоследствии профессиональными художниками, музыкантами и преподавателями Венской Консерватории (фортепиано, виолончель, скрипка).
В качестве придворного художника императора Франца Иосифа I, Германн фон Керн продолжал особое внимание уделять жанровой живописи. Здесь часто можно увидеть играющих детей, цыган, сценки и зарисовки в тавернах, портреты отдельных людей. В 1885 году он также расписывает потолок знаменитого Национального Театра Сегеда, построенного в 1883 году.
Будучи также очень неплохим пианистом, он довольно часто садился за рояль, проводя вечера вместе со своим близким другом, Францем Листом.

## Работы
- Монах на кухне, 1880
- Die Politiker von Laab, 1881
- Deckengemälde, Theater Szegedin, 1885
- Hochwürden zu Gast, 1896
- Германн фон Керн, Автопортрет